# Asociación de Amistad - Nuevo Perú
La Asociación de Amistad - Nuevo Perú (en inglés: “New Peru” Friendship Association) es una organismo generado de alcance internacional que agrupa a seguidores del Pensamiento Gonzalo, una versión peruana del marxismo-leninismo-maoísmo.

## Descripción

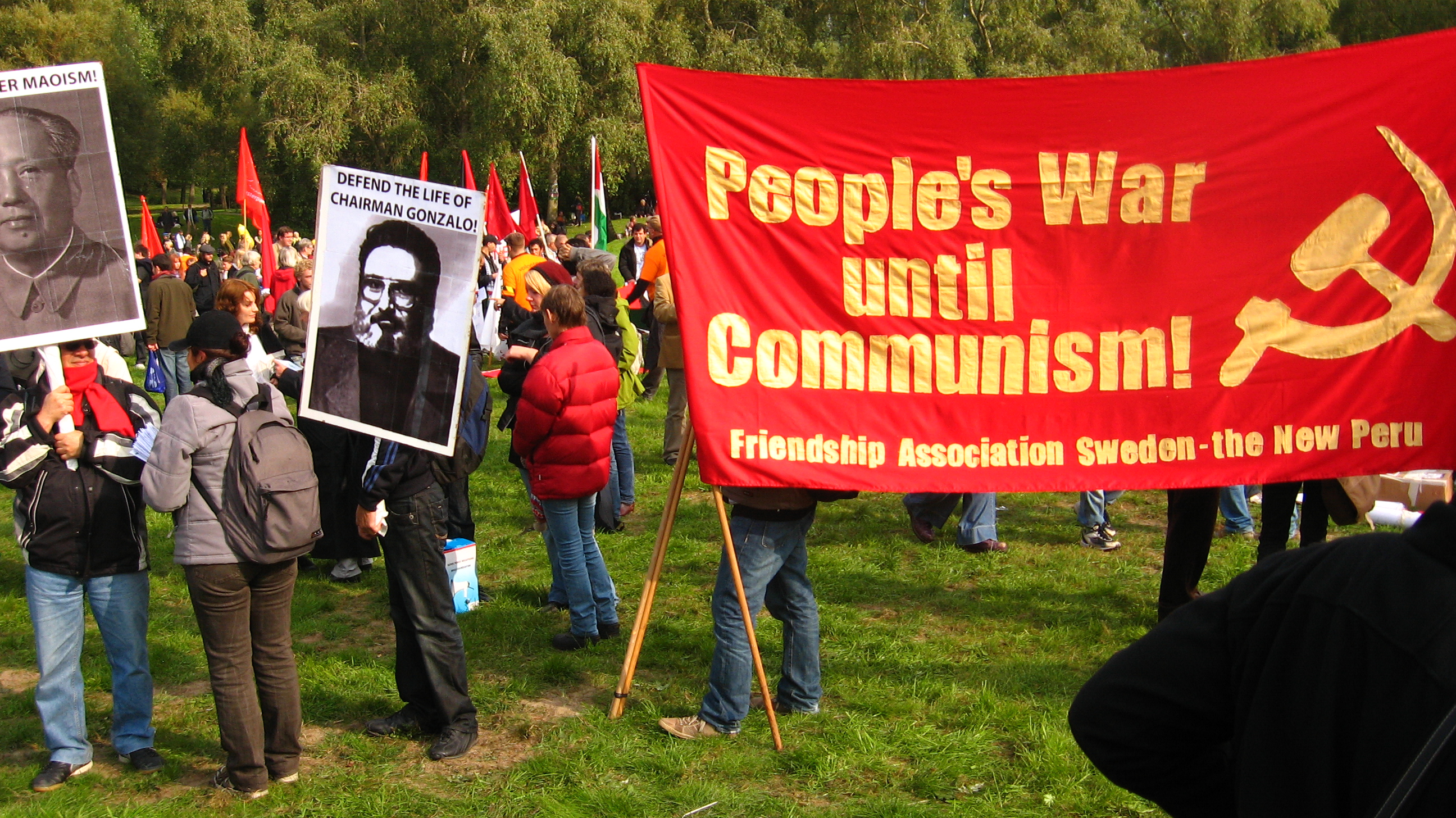
Manifestantes de la Asociación de Amistad - Nuevo Perú en Dinamarca

Este grupo se encarga de recaudar dinero y enviarlo clandestinamente al grupo terrorista. También se encargan de difundir la doctrina del Pensamiento Gonzalo por todo el mundo.

### Miembros
- Asociación de Amistad Nuevo Perú de Madrid.[4]
- Asociación de Amistad Nuevo Perú (EE. UU.).[5][6]
- Asociación de Amistad Suecia - el Nuevo Perú.[7]
- Asociación de Amistad Dinamarca - República Popular del Perú en formación (VDPF).[7]
- También existen asociaciones menores del mismo tipo en Bangladés, Nepal, Turquía, Alemania, Italia y Suecia.[7][8][9]

## Galería

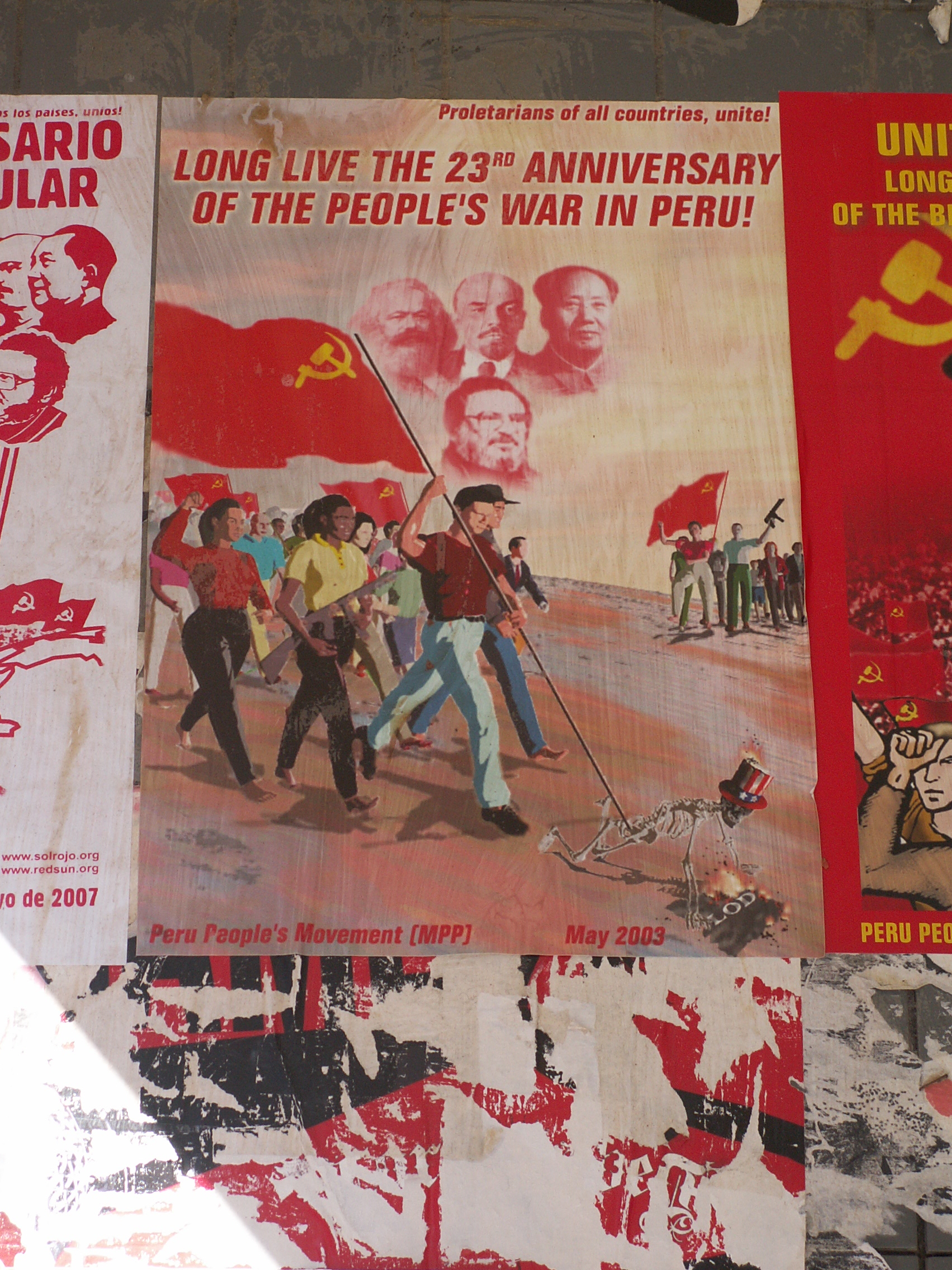
Póster de la organización